# Pięciostawiańska Przełączka
Pięciostawiańska Przełączka (słow. Veterná štrbina, niem. Hintere Fünfseenscharte, węg. Hátsó-Öt-tavi-csorba) – przełączka znajdująca się w słowackich Tatrach Wysokich. Leży w długiej grani bocznej, którą na południowy wschód wysyła Wyżni Barani Zwornik. Oddziela ona Juhaską Turnię od Pięciostawiańskiej Turni. Podobnie jak w przypadku innych okolicznych obiektów, na jej siodło nie prowadzi żaden znakowany szlak turystyczny. Najdogodniejsza droga dla taterników wiedzie z Pośredniego Spiskiego Kotła w Dolinie Pięciu Stawów Spiskich.
Polskie i zagraniczne nazewnictwo Pięciostawiańskiej Przełączki pochodzi od sąsiadującej Pięciostawiańskiej Turni.
Pierwsze wejścia:
- Károly Jordán i Gyula Dőri, 18 lipca 1901 r. – letnie,
- Radovan Kuchař i Jiří Šimon, 26 lub 27 grudnia 1953 r. – zimowe[2].

## Przypisy

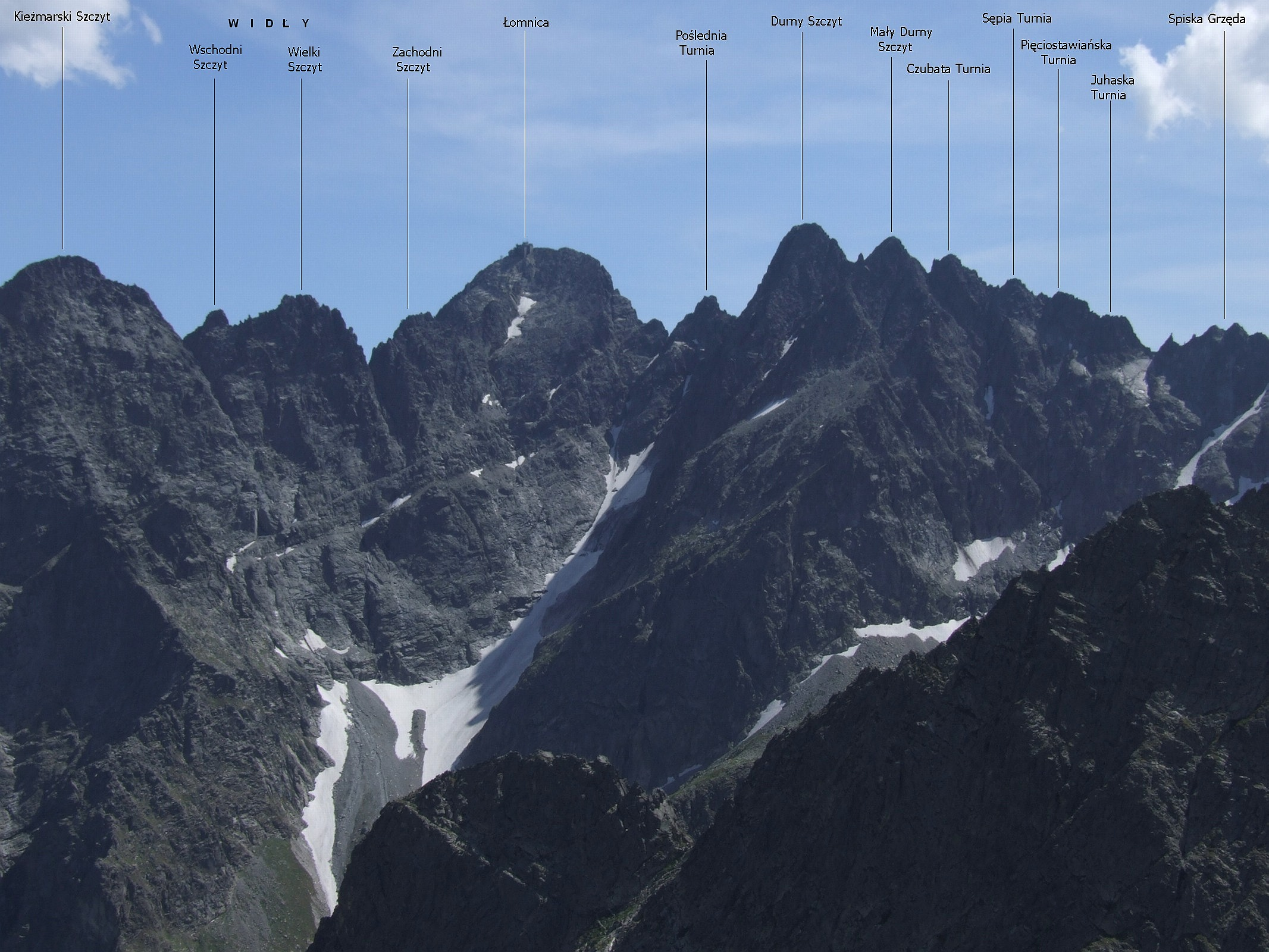
Pięciostawiańska Przełączka widoczna pomiędzy Juhaską Turnią a Pięciostawiańską Turnią (obie podpisane)